# José de Bustamante y Loyola
José de Bustamante y Loyola (Logroño, 1677 - Madrid, 1748) fue un letrado y consejero español, que llegó a ocupar la presidencia de la chancillería de Valladolid y del consejo de Órdenes.

## Biografía
Ingresó en 1694 en el colegio mayor de san Bartolomé en Salamanca. Obtuvo la licenciatura en cánones en 1699, la licenciatura en leyes en 1711, y se doctoró en cánones ese mismo año. Además ocupó las cátedras de sexto y clementinas (1709-1714), de vísperas (1714-1715) y de decreto (1715-1718).
Ocupó los puestos de juez metropolitano de Santiago, fiscal de Barcelona (1718), oidor de la chancillería de Granada (1720) y posteriormente presidente de la sala del crimen de la misma, y alcalde de casa y corte (1726). En 1731 ingresó en el consejo de Órdenes con el hábito de la orden de Calatrava. En 1735 pasó a presidir la chancillería de Valladolid. En 1735 ingresó como miembro del consejo de Castilla, y en 1737 del de Cámara. En diciembre de 1737 tomó posesión como presidente del consejo de Órdenes en ausencia del duque de Santisteban. Falleció en 1748.